# Worteltrekken
Worteltrekken is de rekenkundige bewerking om een wortel, meestal is de vierkantswortel
bedoeld, van een getal te berekenen. Worteltrekken is een van de inverse operaties van het machtsverheffen.
Voor het berekenen van de vierkantswortel van een getal bestaan verschillende methoden. Een bekende methode die snel een resultaat oplevert is die van Heron van Alexandrië, ook wel de Babylonische methode genoemd. Een andere manier is een methode die overeenkomsten vertoont met de staartdeling.

## Factoriseren en vereenvoudigen
De eerste stap bij het berekenen van de wortel van een getal kan bestaan uit het vereenvoudigen van de wortel, door de kwadratische priemfactoren eruit te halen:
Als voorbeeld ontbinden we het getal 252 in priemfactoren. 252 is even en dus deelbaar door 2:
{\displaystyle 252=2\times 126}
Ook 126 is even, dus  
{\displaystyle 252=2\times 2\times 63}
Het getal 63 is oneven, maar wel deelbaar door 3, en zelfs door 9:
{\displaystyle 252=2\times 2\times 3\times 3\times 7}
Aangezien 7 een priemgetal is, is de factorisatie klaar.
In het kort: {\displaystyle {\sqrt {252}}={\sqrt {2^{2}\cdot 3^{2}\cdot 7}}=2\cdot 3\cdot {\sqrt {7}}=6{\sqrt {7}}}. In de wiskunde wordt doorgaans deze vereenvoudigde vorm gebruikt. Exacter is het niet uit te drukken.

## Methoden om wortel te trekken
Al in de klassieke oudheid had Heron van Alexandrië een methode, die bekendstaat als de methode van Heron, beschreven om de vierkantswortel uit een getal te trekken.
Een andere manier van worteltrekken is een iteratief proces dat overeenkomsten vertoont met de staartdeling. Vanwege het dubbele product moet de vorige uitkomst steeds maal twee genomen worden. Het algoritme staat al in onder meer Nederlandse rekenboeken uit de 17e eeuw, waarin ook de variant voor derdemachtswortels werd geleerd. Deze methode convergeert langzamer dan de methode van Heron, maar wordt doorgaans gezien als gemakkelijker te berekenen met pen en papier.

#### Voorbeeld 1
{\displaystyle {\sqrt {1234}}=35{,}12\ldots }
Berekening in stappen:
1. verdeel 1234 van achteren in tweetallen cijfers, dus 12 | 34
2. zoek het getal waarvan het kwadraat zo dicht mogelijk het eerste tweetal benadert: {\displaystyle 3^{2}\approx \leq 12}
3. dit getal is het eerste cijfer van de wortel
4. trek 32 = 9 af van 12, de rest is 3
5. haal het volgende tweetal 34 erbij, dat geeft 334
6. twee maal het voorlopige resultaat is 2 × 3 = 6
7. welk cijfer c voldoet aan [6c] × c = 334 of iets kleiner? c=5 want 65 × 5 = 325.
8. het volgende cijfer van de wortel is 5
9. trek 325 af van 334, de rest is 9
10. haal weer de twee volgende cijfers 00 erbij, dat geeft 900
11. Omdat we de gehelen hebben uitgeput, zal een komma verschijnen in het antwoord.
12. twee maal het voorlopige resultaat is 2 × 35 = 70
13. welk cijfer c voldoet aan [70c] × c = 900 of iets kleiner? c=1 want 701 × 1 = 701.
14. het volgende cijfer van de wortel is 1
15. trek 701 af van 900 de rest is 199
16. haal weer twee cijfers erbij, dus 00, dat geeft 19900
17. twee maal het voorlopige resultaat is 2 × 351 = 702
18. welk cijfer c voldoet aan [702c] × c = 19900 of iets kleiner? c=2 want 7022 × 2 = 14044.
19. het volgende cijfer van de wortel is 2
20. enzovoort ...

#### Voorbeeld 2
Trek de wortel uit 543.
Verdeel het getal 543 in groepjes van twee cijfers te beginnen bij de komma:
{\displaystyle {\sqrt {5\ 43{,}00\ 00}}}
Zoek het grootst mogelijke kwadraat dat in het eerste groepje van twee cijfers past:
{\displaystyle {\sqrt {5\ 43{,}00\ 00}}}
```
    ?×?= 
```

Het gezochte getal is 2:
{\displaystyle {\sqrt {5\ 43{,}00\ 00}}=2\ldots }
```
    2×2=4
        —
        1
```

Met het verschil tussen dit kwadraat en het groepje wordt verder gerekend. Haal nu de volgende twee cijfers erbij:
{\displaystyle {\sqrt {5\ 43{,}00\ 00}}=2\ldots }
```
    2×2=4
        —
        1 43
```

Zoek vervolgens het grootst mogelijke getal y zodat (2×20+y)y ≤ 143. Het getal 20 komt van het in de vorige stap gevonden cijfer 2.
{\displaystyle {\sqrt {5\ 43{,}00\ 00}}=2\ldots }
```
    2×2=4
        —
        1 43
   4?×?= 
```

Hier past het cijfer 3. Bepaal ook weer de rest en haal het volgende groepje erbij.
{\displaystyle {\sqrt {5\ 43{,}00\ 00}}=23\ldots }
```
    2×2=4
        —
        1 43
   43×3=1 29
        ————
          14 00
```

Zo gaat het verder: Zoek weer het grootst mogelijke getal y zodat (2×230+y)y ≤ 1400. Het getal 230 komt van de in de vorige stappen gevonden cijfers 23.
{\displaystyle {\sqrt {5\ 43{,}00\ 00}}=23\ldots }
```
    2×2=4
        —
        1 43
   43×3=1 29
        ————
          14 00
    46?×?= 
```

Hier past het cijfer 3. Bepaal ook weer de rest en haal het volgende groepje erbij. Zoek het grootst mogelijke getal y zodat (2×2330+y)y ≤ 1400. Het getal 2330 komt van de in de vorige stappen gevonden cijfers 233.
{\displaystyle {\sqrt {5\ 43{,}00\ 00}}=23{,}3\ldots }
```
    2×2=4
        —
        1 43
   43×3=1 29
        ————
          14 00
    463×3=13 89
          —————
             11 00
      466?×?= 
```

Zo gaat het door:
{\displaystyle {\sqrt {5\ 43{,}00\ 00}}=23{,}3023\ldots }
```
       √5 43,00 00 = 23,3023
    2×2=4
        —
        1 43
   43×3=1 29
        ————
          14 00
    463×3=13 89
          —————
             11 00
      4660×0=    0
             —————
             11 00 00
     46602×2= 9 32 04
             ————————
              1 67 96 00
    466043×3= 1 39 81 29
```

De wortel uit 543 met 4 cijfers achter de komma is 23,3023.